# In Which We Serve
In Which We Serve (bra: Nosso Barco, Nossa Alma; prt: Sangue, Suor e Lágrimas) é um filme britânico de 1942, do gênero drama, dirigido por Noel Coward  e David Lean e estrelado por Noel Coward e John Mills.

## Produção

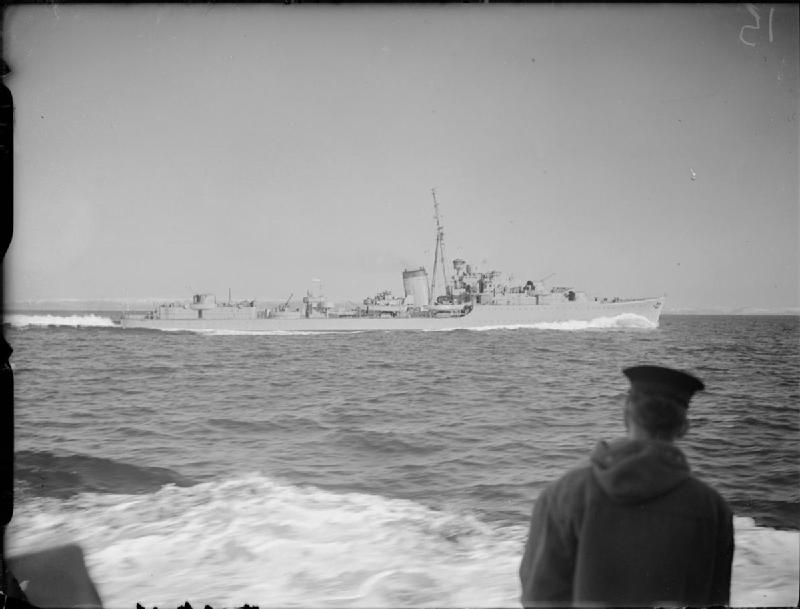
Ao fundo, pode-se ver o HMS Kelly, contratorpedeiro britânico cuja trajetória inspirou o filme. A fotografia foi tirada logo após o navio voltar de uma pausa para reparos.

Rodado em pleno calor da Segunda Guerra Mundial, In Which We Serve é visto como uma das mais importantes películas sobre aquela guerra. Segundo Leonard Maltin, ao contrário de muitas produções sobre o conflito, o filme, que ele qualifica de soberbo e obra-prima, não envelheceu nem um pouco, opinião esta compartilhada pelo site AllMovie.
Como tantas outras produções do período, In Which We Serve é um filme patriótico ou de propaganda. Filmes dessa categoria tratam de camaradagem e cooperação, cumprimento do dever e autossacrifício, um contido bom humor e inconsciente modéstia. In Which We Serve destaca-se como o grande representante da Marinha do Reino Unido, assim como The Way Ahead (1944) o é do Exército e The Way to the Stars (1945), da Força Aérea.
O enredo é baseado na campanha do contratorpedeiro HMS Kelly, comandado pelo Lord Mountbatten -- amigo pessoal de Coward -- e seu afundamento pelos nazistas durante a Batalha de Creta, em 1941.
A história, contada em rápidos flashbacks e de forma não linear, mantém o foco em três personagens: o capitão, um suboficial e um marujo comum. Coward e o codiretor David Lean estudaram a estrutura de Citizen Kane durante a pré-produção e aplicaram no filme o que aprenderam sobre narrativa cinematográfica. In Which We Serve é o filme que melhor entendeu as inovações de Orson Welles e levou-as a novos e inexplorados territórios. No filme, o navio simbolizaria a nação britânica.
Noel Coward, àquela altura já um famoso dramaturgo, escreveu o roteiro, produziu, compôs a trilha sonora, estrelou e codirigiu o filme. Seu esforço valeu-lhe o reconhecimento da Academia, que lhe entregou um Oscar Especial pela "excepcional realização". O filme concorreu a duas estatuetas, nas categorias de Melhor Filme e Melhor Roteiro Original.
Já considerado na época o mais habilidoso dos montadores britânicos, David Lean aceitou o convite de Coward para ajudá-lo na direção e, assim, conseguiu seu primeiro crédito como realizador. No fim das contas, ele acabou por dirigir quase todo o filme, já que Coward, aparentemente, logo cansou-se da tarefa. Os dois, juntamente com o produtor Anthony Havelock-Allan e o cinegrafista (e futuro diretor) Ronald Neame, trabalharam juntos em três outros projetos, todos financiados por J. Arthur Rank.
O filme marcou a estreia no cinema de Richard Attenborough, Celia Johnson, Daniel Massey (na ocasião com apenas nove anos) e da bebê de poucos meses Juliet Mills, filha de John Mills.
Para Ken Wlaschin, este é um dos onze melhores filmes da carreira de ator de Noel Coward.

## Sinopse
O contratorpedeiro Torrin resiste bravamente a um ataque das potências do Eixo, porém precisa retornar às praias inglesas para reparos. De volta à ativa, ele participa da retirada de Dunquerque e acaba por soçobrar em Creta, vitimado pelo inimigo. Enquanto aguardam socorro, os sobreviventes revelam porque e para quem continuam a lutar.

## Premiações
| Patrocinador                                  | Prêmio      | Categoria                            | Situação               |
| --------------------------------------------- | ----------- | ------------------------------------ | ---------------------- |
| Academia de Artes e Ciências Cinematográficas | Oscar       | Melhor Filme Melhor Roteiro Original | Indicado               |
| New York Film Critics Circle                  | NYFCC Award | Melhor Filme Melhor Direção          | Vencedor Segundo lugar |

- Academia de Artes e Ciências Cinematográficas: Oscar Especial concedido a Noel Coward
- National Board of Review: Melhor Filme de 1942 e Melhores Atuações (Bernard Miles e John Mills)

## Elenco
| Ator/Atriz           | Personagem              |
| -------------------- | ----------------------- |
| Noel Coward          | Capitão Kinross         |
| John Mills           | Marinheiro Shorty Blake |
| Bernard Miles        | Suboficial Walter Hardy |
| Celia Johnson        | Alix Kinross            |
| Joyce Carey          | Senhora Hardy           |
| Kay Walsh            | Freda Lewis             |
| Derek Elphinstone    | Número Um               |
| Richard Attenborough | Marinheiro jovem        |
| Michael Wilding, Sr. | Flags                   |
| Robert Samson        | Guns                    |
| Philip Friend        | Tops                    |
| Ballard Berkeley     | Engenheiro-Chefe        |
| James Donald         | Doutor                  |
| George Carney        | Senhor Blake            |
| Kathleen Harrison    | Senhora Blake           |
| Hubert Gregg         | Piloto                  |
| Ann Stephens         | Lavinia Kinross         |
| Daniel Massey        | Bobby Kinross           |